# Уан Йепин
Уан Йепин (на китайски: 王冶坪; пинин: Wáng Yěpíng) е бивша първа дама на Китайската народна република.
Завършва Шанхайския университет по международни изследвания. Омъжва се за Дзян Дзъмин – бившия президент на КНР, през декември 1949 г. Имат 2 деца – син Дзян Миенхън (1952) и дъщеря Дзян Миенкан (1957).